# جيلو بونتيكورفو
جيلو بونتيكورفو (بالإيطالية: Gillo Pontecorvo)‏ (19 نوفمبر 1919 في بيزا - 12 أكتوبر 2006 في روما) كان مخرجا إيطاليا.

## حياته
ولد في مدينة بيزا الإيطالية في عام 1919 لعائلة  ثرية يهودية، درس الكيمياء في جامعة بيزا، ولكنه عندما تخرج قرر العمل في السينما. بدأ حياته الفنية مساعد مخرج وفي عام 1953 ،أخرج أفلاما تسجيلية قصيرة وحقق نجاحا خاصة في فيلمه الروائي المتوسط جيوفانا وفيلمه الروائي الطويل الأول الطريق الأزرق الطويل عام 1958 الذي تناول فيه حياة ومشاكل صيادي الأسماك في إيطاليا ، اخرج فيلمه الثاني كابو عام 1960 الذي تناول فيه حياة فتاة من ضحايا معسكرات الاعتقال النازية ثم فيلمه الثالث معركة الجزائر عام 1966 الذي فاز بالجائزة الكبرى في مهرجان فينيسيا الذي يعتبر بداية النجاح العالمي للسينما السياسية، وفي عام 1970 أخرج بونتيكو رفو فيلمه الرابع كويمادا الذي أدى دور البطولة فيه الممثل مارلون براندو بدور سير ويليام ووكر وهو مثل فيلم معركة الجزائر يتناول قضايا العالم الثالث.

## روابط خارجية
- جيلو بونتيكورفو على موقع IMDb (الإنجليزية)
- جيلو بونتيكورفو على موقع ألو سيني (الفرنسية)
- جيلو بونتيكورفو على موقع ميوزك برينز (الإنجليزية)
- جيلو بونتيكورفو على موقع أول موفي (الإنجليزية)
- جيلو بونتيكورفو على موقع قاعدة بيانات الأفلام السويدية (السويدية)
- جيلو بونتيكورفو على موقع قاعدة بيانات الفيلم (الإنجليزية)
- جيلو بونتيكورفو على موقع كينوبويسك (الروسية)